# 超级乌龙院
《超级乌龙院》是敖幼祥在漫友文化出的漫画，共80页里面彩页有32页。书里除了有乌龙院系列的漫画也有教知识的趣味漫画育宣传健康观念的公益漫画。于2004年4月15日上市，《乌龙院四格漫画》也有在里面刊载，除了乌龙院金牌四格、乌龙院爆笑漫画、阿咪子故事绘、蔡捕头刑事房四个栏目其余部分是姚非拉为其所作的贺图。汇集敖幼祥20多年的大部分作品是首次与内地读者见面。